# Tonino Guerra
Tonino Guerra (n. 16 martie 1920 - d. 21 martie 2012) a fost un scriitor și scenarist italian care a colaborat cu unii dintre cei mai importanți regizori din lume. S-a născut în regiunea Emilia-Romagna. Dintre regizorii cu care a lucrat, pot fi enumerați Michelangelo Antonioni, Federico Fellini și Andrei Tarkovski.
1. 1 2  The Fine Art Archive, accesat în 1 aprilie 2021
2. 1 2  „Tonino Guerra”, Gemeinsame Normdatei, accesat în 17 octombrie 2015
3. ↑  Autoritatea BnF, accesat în 10 octombrie 2015
4. 1 2  Tonino Guerra, Filmportal.de, accesat în 9 octombrie 2017
5. 1 2  Tonino Guerra, CineChile
6. 1 2  Archivio Storico Ricordi, accesat în 3 decembrie 2020
7. ↑  Famous Italian Screenwriter Tonino Guerra Dies at 92 (în engleză), accesat în 12 august 2012
8. ↑  CONOR.SI[*] Verificați valoarea |titlelink= (ajutor)
9. ↑  Autoritatea BnF, accesat în 10 octombrie 2015
10. ↑   http://www.u-bordeaux-montaigne.fr/fr/universite/decouvrir-bordeaux-montaigne/histoire-d-universite.html Lipsește sau este vid: |title= (ajutor)
11. ↑   https://web.archive.org/web/20190418125535/https://www.europeanfilmacademy.org/European-Film-Awards-Winners-2002.71.0.html, arhivat din original la |archive-url= necesită |archive-date= (ajutor), accesat în 16 decembrie 2019 Lipsește sau este vid: |title= (ajutor)